# Pseudepicausta geniculata
Pseudepicausta geniculata är en tvåvingeart som först beskrevs av Wulp 1899.  Pseudepicausta geniculata ingår i släktet Pseudepicausta och familjen bredmunsflugor. Inga underarter finns listade i Catalogue of Life.